# Rajczo Sławkow
Rajczo Boew Sławkow (bułg. Райчо Боев Славков, ur. 8 maja 1898 we wsi Hyrsowo, okręg Razgrad, zm. 1953 w Sofii) – bułgarski wojskowy, generał porucznik, w roku 1944 szef sztabu armii, ofiara represji komunistycznych.

## Życiorys
W 1919 ukończył szkołę wojskową w Sofii i otrzymał awans na stopień podporucznika. Otrzymał przydział do 2 pułku piechoty. W 1923 awansowany na stopień porucznika, a w 1928 - kapitana. W 1934 ukończył studia w Akademii Sztabu Generalnego w Sofii, a następnie rozpoczął pracę w sztabie generalnym armii bułgarskiej, jako szef sekcji.
W 1941 już w stopniu podpułkownika został szefem sztabu 1 sofijskiej dywizji piechoty. Odegrał istotną rolę w przewrocie 9 września 1944, który doprowadził do przejęcia władzy przez komunistów. Sławkow przejął kontrolę nad dywizją, która stanowiła podstawę garnizonu sofijskiego i zadbał o to, aby nie podjęła próby pacyfikacji przewrotu. Wieczorem 9 września uczestniczył w rozmowach z marszałkiem Fiodorem Tołbuchinem, dotyczącym dołączenia oddziałów armii bułgarskiej do działań po stronie sowieckiej.
14 września 1944 awansowany na stopień generała-majora, objął stanowisko szefa sztabu generalnego armii bułgarskiej. Zdymisjonowany 15 grudnia 1944, a wkrótce potem awansowany na stopień generała-porucznika. W grudniu 1944 objął dowództwo 3 armii. 20 lipca 1945 przeniesiony do rezerwy. Do 1949 działał we władzach partii Zweno, aż do jej rozwiązania. W 1953 aresztowany i oskarżony o udział w tłumieniu powstania wrześniowego w 1923. Skazany na karę śmierci przez Trybunał Ludowy i rozstrzelany.

## Awanse
- podporucznik (Подпоручик) (1919)
- porucznik  (Поручик) (1923)
- kapitan  (Капитан) (1928)
- major  (Майор) (1935)
- podpułkownik  (Подполковник) (1939)
- pułkownik  (Полковник) (1942)
- generał major  (Генерал-майор) (1944)
- generał porucznik (Генерал-лейтенант) (1944)

## Odznaczenia
- Order za Waleczność III st. kl. I
- Order Zasługi Wojskowej kl.II
- Order Świętego Aleksandra III st. z mieczami